# Roses Revolution

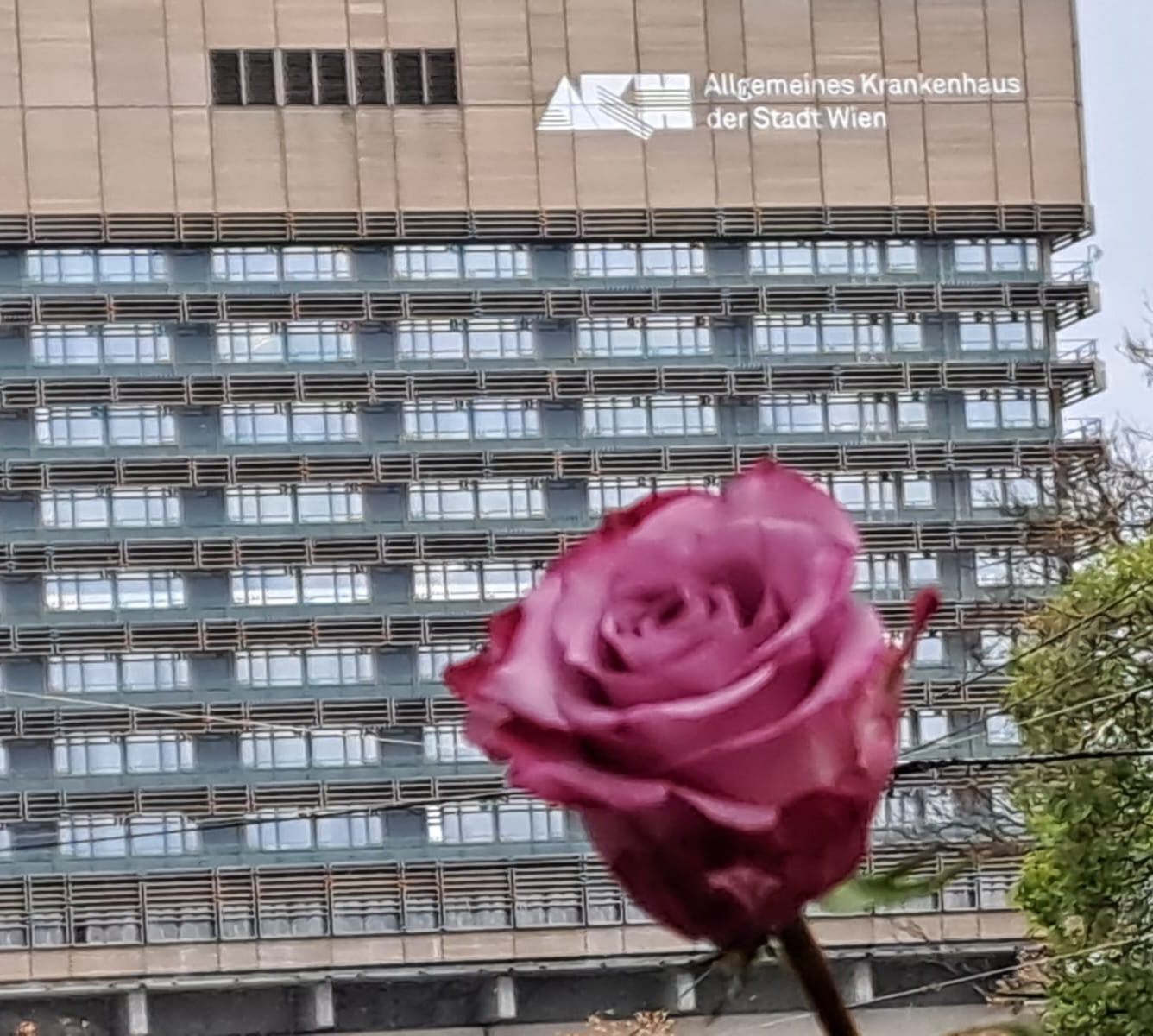
Růže na Roses Revolution Day 2023 před Všeobecnou nemocnicí města Vídně

Roses Revolution je mezinárodní hnutí proti porodnickému násilí, původně založené ve Španělsku v roce 2011. Slaví se 25. listopadu, v Mezinárodní den boje proti násilí na ženách, navíc jako „Den revoluce růží“. Ženy kladou růže před porodní sály nebo nemocnice, kde byly vystaveny různým formám fyzického nebo psychického násilí na znamení protestu.

## Pozadí
WHO tvrdí, že „každá žena má právo na nejvyšší dosažitelný zdravotní standard, který zahrnuje právo na důstojnou a respektující zdravotní péči.“, ale „v mnoha zdravotnických zařízeních na celém světě zažívají ženy při porodu nedůstojné a poškozující zacházení. Nejen že takové zacházení porušuje práva žen na důstojnou péči, ale zároveň může ohrozit jejich právo na život, zdraví, tělesnou nedotknutelnost a právo nebýt diskriminovány.“ WHO proto vyzývá k důraznějším krokům, dialogu, výzkumu a prosazování této důležité problematiky veřejného zdraví a lidských práv. Roses Revolution je jednou z několika celosvětových iniciativ proti této formě násilí.

## Aktivity
Roses Revolution označuje protest proti zneužívání při porodu jako další aspekt v souvislosti s Mezinárodním dnem boje proti násilí na ženách 25. listopadu, zavedeným v roce 1981 a oficiálním dnem povědomí OSN od roku 2000. Na Den revoluce růží ženy kladou růže mimo nemocnice a porodní sály na protest proti fyzickému nebo psychickému násilí, které zažily během porodu, často včetně zpráv příslušným lékařům a porodním asistentkám.
Roses Revolution komentuje ukládání růží na sociálních sítích, jako je Facebook a Instagram. Cílem je zvýšit povědomí o traumatických zážitcích způsobených nesprávným chováním zdravotnického personálu při porodu. Součástí podpory jsou i další opatření. Například v roce 2021 Roses Revolution Luxembourg zveřejnilo video o ženách, které byly vystaveny násilí ve francouzštině i lucemburštině. Roses Revolution Hungary (Rózsák Forradalma) se účastní regionálních aktivit 16 dnů aktivismu proti genderově podmíněnému násilí.

## Založení a rozšíření
Španělská porodní aktivistka Mara „Jesusa” Ricoy založila Roses Revolution jako „La Revolución de las rosas“ v roce 2011. Na třetí konferenci „Lidská práva při porodu“ v Blankenberge v Belgii dne 4. listopadu 2013 bylo hnutí představeno mezinárodním účastníkům. Během tří týdnů to vedlo k akci v Itálii, Francii, Velké Británii, Slovensku, České republice, Mexiku, Brazílii a Kolumbii. Nakonec se Roses Revolution stala aktivní ve 30 zemích.

## Uznání
Roses Revolution je podporována Německým národním výborem UN Women. Zpráva OSN z roku 2019 od Dubravky Šimonović, zvláštní zpravodajky OSN pro násilí na ženách, nazvaná „Přístup založený na lidských právech ke špatnému zacházení a násilí na ženách ve službách reprodukčního zdraví se zaměřením na porody a porodnické násilí“ uvádí Roses Revolution jako jednu z několika celosvětových iniciativ. Rakouské ministerstvo zdravotnictví a sociálních věcí uvádí Roses Revolution jako výzvu pro postižené ženy ve své zprávě o zdraví žen z roku 2022.

## Roses Revolution v České republice
V České republice se od roku 2017 pravidelně k aktivitě připojuje organizace Česká ženská lobby.